# Vale de Bagnes
O vale de Bagnes fica no Distrito de Entremont do cantão do Valais, e atravessando a segunda maior comuna da Suíça, a comuna de Bagnes junta-se ao vale de Entremont
O vale é percorrido pela Dranse de Bagnes que escorre para o  vale de Entremont nas alturas de Sembrancher.
A reunião da Dranse de Bagnes e da Dransa de Entremont formam a Dranse que corre até Martigny para aí se juntar ao rio Ródano.
A cidade mais importante do vale de Bagnes à Verbier.